# Mont Arago
Pour les articles homonymes, voir Arago.
Ne doit pas être confondu avec Point chaud d'Arago.
Le mont Arago ou sommet Arago est une montagne de Nouvelle-Calédonie.

## Histoire
Charles Lemire lors de son expédition en Nouvelle-Calédonie, en provenance de Ouagap, passe par le mont Arago pour rejoindre Houaïlou.